# Ally McBeal
Ally McBeal es una comedia dramática estadounidense, de ambiente legal, que tiene como protagonista a una abogada interpretada por Calista Flockhart, optando más las tramas por la vida personal y sentimental que por la profesional. La serie se emitió entre 1997 y 2002 por Fox. En España se estrenó el 25 de marzo de 1999 en Telecinco, en 2002 fue reemitida en Fox España y en 2006 hizo lo propio en Cuatro. Todos los episodios fueron escritos por su creador David E. Kelley excepto el episodio 99.

## Sinopsis
A sus 27 años, Ally McBeal (Calista Flockhart) es despedida de su trabajo por denunciar acoso sexual por parte de uno de los principales socios de la firma. Todo cambia cuando se encuentra con un antiguo compañero de carrera y consigue un puesto en el bufete Cage & Fish. Allí, donde entablará una amistad con sus compañeros, se encontrará con una sorpresa: su exnovio Billy (Gil Bellows), que ahora está casado, va a ser su compañero de trabajo, y peor aún, conocerá a Georgia Thomas (Courtney Thorne-Smith), la mujer de Billy.

## Personajes principales
- Calista Flockhart - Ally McBeal (1997-2002):

Es la protagonista de la serie. Fue despedida de su anterior bufete porque denunció que uno de los socios le tocó el trasero. Casualmente se unió a "Cage/Fish", donde sin saberlo está trabajando su amor de la infancia, Billy. Ally es el estereotipo de mujer moderna y autosuficiente, se enamora con facilidad, es lista, amistosa y muy imaginativa. La base de la serie son sus fantasías y alucinaciones.
- Greg Germann - Richard Fish (1997-2002):

Es el propietario, junto a John, del bufete donde transcurre la mayor parte de la historia. Siempre está con aforismos y sólo le importa el dinero. No tiene pudor en decir las cosas como las piensa. Salía habitualmente con la juez Whipper, hasta que conoce a Ling.
- Jane Krakowski - Elaine Vassal (1997-2002):

Es la simpática secretaria de Ally. Además de coger los recados, se dedica a cotillear en el trabajo. Es sexi, atrevida y muy cotilla. Siempre está buscando la ocasión de cantar ya que lo hace muy bien, lo que genera más de una trifulca con Renné por conseguir el protagonismo. Se siente sola, por eso siempre está pendiente de todo el mundo.
- Peter MacNicol - John Cage (1997-2002):

Es, junto a Richard, el propietario del bufete. Le llaman "Bizcochito". Es muy popular en el mundo de la abogacía por sus curiosos y originales métodos para llevarse al jurado a su terreno. Es, después de Ally, el tipo más raro del bufete. Está enamorado de Nelle, pero antes lo estaba de Ally.
- Portia de Rossi - Nelle Porter (1998-2002):

Se incorpora al bufete en la segunda temporada. Ficha por "Cage/Fish" por su enorme reputación y su gran cartera de clientes. Debido a su belleza y su melena rubia (siempre recogida) todo el personal femenino la odia, incluida Ally. John Cage se siente muy atraído por ella. Es la única amiga de Ling. Sus métodos como abogada son agresivos y muy efectivos.
- Lucy Liu - Ling Woo (1998-2002):

Llegó al bufete en la segunda temporada. Aparece como una amiga y clienta habitual de Nelle, ya que siempre está buscando la manera de demandar a alguien. Con el tiempo se descubre que también es abogada y es contratada en el bufete. Es despiadada, directa, sensual y segura de sí misma. Sus ataques verbales son temidos por todos, es la antítesis de Ally. Siempre va vestida a la moda.
- Lisa Nicole Carson - Renée Radick (1997-2001):

Es Fiscal del distrito. También es compañera de piso de Ally y su mejor amiga. Renee es extrovertida, lanzada y usa todo su erotismo para defenderse. También está dotada de una asombrosa voz, la cual ha demostrado algunas veces en el bar lo que genera una gran rivalidad con Elaine. Renee siempre está dando consejos a Ally.
- Gil Bellows - Billy Thomas (1997-2000):

El amor platónico de Ally. Desde que eran pequeños, los dos salían juntos, hasta que él se fue a Princeton a estudiar derecho, aunque en realidad era porque conoció a Georgia. Después de varios años, está casado con Georgia y se reencuentra con Ally en el bufete donde trabaja.
- Courtney Thorne-Smith - Georgia Thomas (1997-2000):

Conoció a Billy en la facultad, siendo la razón por la que Billy dejó a Ally. Después, se casaron. Georgia fue despedida de su antiguo bufete por ser "demasiado bella" para la esposa de su jefe, y fue contratada en "Cage/Fish". Georgia termina haciéndose amiga de Ally.
- Dyan Cannon - Juez Jennifer "Whipper" Cone (1997-1999):

Es a menudo la jueza que preside los juicios de "Cage/Fish". Durante las primeras temporadas mantuvo una relación con Richard a quien le encanta tocarle el "buche". Termina con Richard al darse cuenta de que no buscan lo mismo en una relación.
- Vonda Shepard - Ella misma (1997-2002):

Es la cantante del bar que está debajo del Bufete, al cual suelen acudir todos después del trabajo.
Personajes secundarios
| Actor              | Personaje                             |
| ------------------ | ------------------------------------- |
| Tracey Ullman      | Dr. Tracey Clark (1998-2000)          |
| Phil Leeds         | Juez Dennis "Happy" Boyle (1997-1998) |
| Eric Christmas     | Juez Maynard Snipp (1998-2000)        |
| Albert Hall        | Juez Seymore Walsh (1998-2002)        |
| Robert Downey Jr.  | Larry Paul (2000-2001)                |
| James LeGros       | Mark Albert (2000-2001)               |
| Regina Hall        | Corretta Lipp (2002)                  |
| Josh Hopkins       | Raymond Milbury (2002)                |
| James Marsden      | Glenn Foy (2002)                      |
| Julianne Nicholson | Jenny Shaw (2002)                     |
| Barry Humphries    | Claire Otoms (2002)                   |
| Hayden Panettiere  | Maddie Harrington (2002)              |
| Jon Bon Jovi       | Victor Morrison (2002)                |
| Christina Ricci    | Liza Bump (2002)                      |
| Jesse L. Martin    | Dr. Greg Butters (1998-1999)          |
| Taye Diggs         | Jackson Duper (2001)                  |
| Gina Philips       | Sandy Hingle (1999-2000)              |
| Jeffrey Kramer     | Transeúnte                            |

## Música
Vonda Shepard es quien se encargó a lo largo de la serie de interpretar la música del programa, en dicho momento Vonda era una desconocida, su canción "Searchin 'My Soul" se convirtió en tema central de la serie.
Muchos de los temas que interpreta son viejas canciones que se escuchan mientras vemos como transcurre la serie sin ver a la cantante en dicho momento, pero además, Ally y sus compañeros del bufete de abogados van al bar donde canta Vonda a relajarse tras el trabajo, apareciendo en esas ocasiones la cantante y teniendo incluso un par de líneas de diálogo en algún episodio.
Con la popularidad del programa en aumento y el éxito de la música de Vonda se lanzaron los álbumes: 
| Nombre del Álbum                           | Track# | Fecha             |
| ------------------------------------------ | ------ | ----------------- |
| Songs from Ally McBeal                     | 14     | Mayo de 1998      |
| Heart and Soul: New Songs from Ally McBeal | 14     | Noviembre de 1999 |
| Ally McBeal: A Very Ally Christmas         | 14     | Noviembre de 2000 |
| Ally McBeal: For Once in My Life           | 14     | Abril de 2001     |
| The Best of Ally McBeal                    | 12     | Octubre de 2009   |

Otros artistas destacados se presentan en la serie como Barry White quién aparece frecuentemente, Al Green y Tina Turner. Josh Groban interpretó el papel de Malcolm Wyatt en el final de la temporada de mayo de 2001, interpretando el episodio "You're Still You". El creador de la serie, David E. Kelley, quedó impresionado con el rendimiento de Groban en el evento de la celebración familiar, y basado en la reacción del público hacia Groban, Kelley le crea un personaje a Groban.

## Localización del rodaje
El 14 de Beacon Street en Boston fue el exterior que se utilizó como ubicación para el bufete de abogados "Cage & Fish" (más tarde "Cage, Fish, & McBeal"), que se encontraba en el 7.º piso de este edificio.

## Premios y reconocimientos[5]
Globo de Oro (4): 
- 2001 Mejor Actor de Reparto en Series, Mini-Series a Robert Downey Jr.
- 1999 Mejor Serie Comedia/Musical.
- 1998 Mejor Serie Comedia/Musical.
- 1998 Mejor Actriz de Series Comedia/Musical a Calista Flockhart.

Premios Emmy (7): 
- 2001 Mejor Casting en Serie de Comedia a Nikki Valko y Ken Miller.
- 2001 Mejor Actor de Reparto en una Comedia a Peter MacNicol.
- 2000 Mejor Mezcla de Sonido para una Serie de Comedia o programa especial a Paul Lewis, Nello Torri y Peter Kelse por el episodio "The Car Wash".
- 1999 Mejor serie de comedia a David E. Kelley (productor ejecutivo), Jeffrey Kramer (coproductor ejecutivo), Jonathan Pontell (coproductor ejecutivo), Mike Listo, Steve Robin, Pamela J. Wisne y Peter Burrell;
- 1999 Mejor actriz invitada en una serie de comedia a Tracey Ullman.
- 1999 Mejor Mezcla de Sonido para una Serie de Comedia o programa especial a Paul Lewis, Nello Torri y Peter Kelse por el episodio "Love's Illusions".
- 1998 Mejor Mezcla de Sonido para una Serie de Comedia o programa especial a Paul Lewis, Nello Torri, Kurt Kassulke y Peter Kelsey.

Screen Actors Guild Awards (2): 
- 2001 Mejor Interpretación de Actor Masculino de Series de Comedias a Robert Downey Jr.
- 1999 Mejor Interpretación de Reparto en una Serie de Comedia a Calista Flockhart, Lisa Nicole Carson, Lucy Liu, Gil Bellows, Greg Germann, Jane Krakowski, Portia de Rossi, Peter MacNicol, Vonda Shepard y Courtney Thorne-Smith.

American Comedy Awards (2): 
- 2000 Mejor Aparición Graciosa Femenina en Series a Betty White.
- 1999 Mejor Aparición Graciosa Femenina en Series a Tracey Ullman.

Television Critics Association Awards (2): 
- 1999 Logro Individual en Drama a David E. Kelley,
- 1998 Programa Nuevo del Año.

ASCAP Film and Television Music Awards (3): 
- 2000 Top TV Series a Paul Christian Gordon
- 2000 Top TV Series a Vonda Shepard,
- 1999 Top TV Series a Vonda Shepard.

- Aftonbladet TV Prize (Suecia): 1999 Mejor Programa de TV Extranjero.

- American Choreography Awards (USA): Logros Notables en Televisión - Episodio a Joseph Malone por el episodio "I Will Survive".

- American Cinema Editors (USA): Mejor Edición en Series de 1 hora a Philip Carr Neel por el episodio "The Car Wash".

- BMI Film & TV Awards: en el año 1999 a Danny Lux.

- Banff Television Festival: 1999 Mejor Comedia por el episodio "Theme of Life".

- Casting Society of America: 2001 Mejor Casting de TV en Comedia de Episodios a Nikki Valko y Ken Miller.

- International Monitor Awards: 1998 Mejor Logro en Film Original de Series de Televisión a David E. Kelley, Jeffrey Kramer, Jonathan Pontell, Mike Listo, Steve Robin y Pamela J. Wisne por el episodio "Cro-Magnon".

- Motion Picture Sound Editors: 2001 Mejor Edición de Sonido en Televisión de Episodios - Musicales a Sharyn M. Tylk y Jennifer Barak (editores de música).

- Peabody Awards: ganador en 1999.

- TP de Oro (España): 2000 Mejor Serie Extranjera.

Television Critics Association Awards (2): 
- 1999 Logro individual en Drama a David E. Kelley,
- 1998 Programa del Año.

Viewers for Quality Television Awards(3): 
- 1999 Mejor actor de reparto en una serie de comedia de calidad a Peter MacNicol,
- 1998 Mejor Actriz en Comedia de Calidad a Calista Flockhart
- 1998 Mejor Actriz de Soporte en Comedia a Lisa Nicole Carson.